# Jonas Vileišis

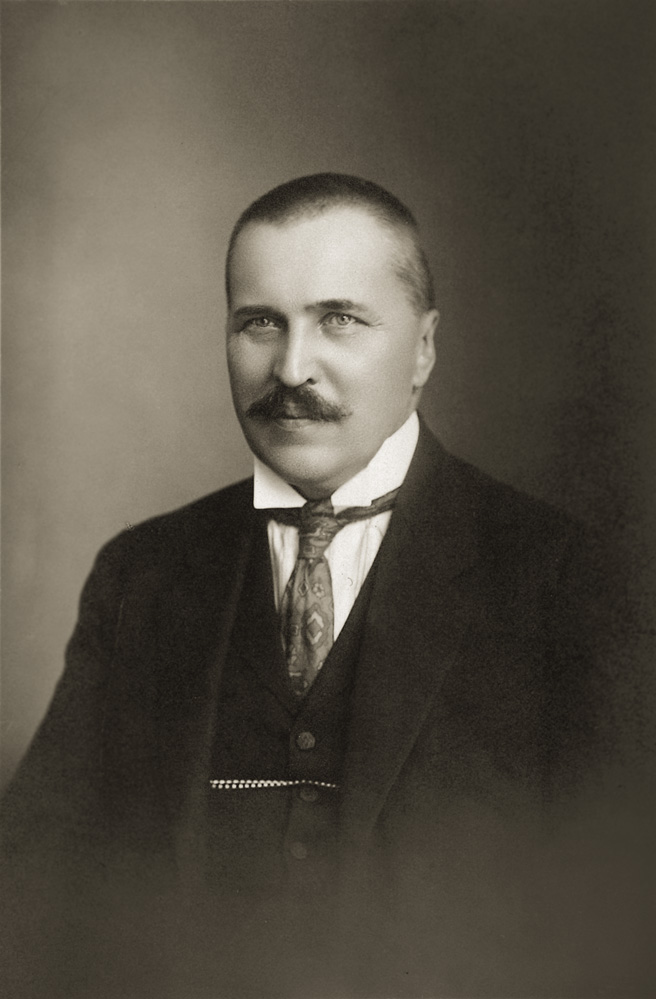

Jonas Vileišis (* 3. Januar 1872 in Mediniai,  Rajongemeinde Pasvalys; † 1. Juni 1942 in Kaunas) war ein litauischer Politiker und Jurist.

## Leben
1892 absolvierte Vileišis das Gymnasium Šiauliai. Von 1892 bis 1894 studierte er an der Physik- und Mathematikfakultät der Universität Peterburg. 1898 absolvierte Vileišis das Studium der Rechtswissenschaft. Ab 1896 war er Mitglied der Lietuvos socialdemokratų partija.
Ab 1900 war er Advokat. 
1917–1920 war Vileišis Mitglied der Lietuvos Taryba, ab 1918 Innenminister Litauens im Kabinett von Mykolas Sleževičius und danach Finanzminister Litauens. 
1919 war er Vertreter Litauens in USA und ab 1922  Seimas-Mitglied, 1923 Kandidat mit Aleksandras Stulginskis zum Republikpräsidenten Litauens. Von 1921 bis 1931 war er Bürgermeister der Stadtgemeinde Kaunas. Von 1933 bis 1940 lehrte er an der Vytauto Didžiojo universitetas.
1940 wurde er Ehrenmitglied des Vereins Lietuvos teisininkų draugija.
Sein Grab befindet sich in Vilnius, Friedhof Rasos.

## Auszeichnung
- Vytauto Didžiojo Orden